# Most Evil
Most Evil er en amerikansk retsmedicinsk tv-serie, som bliver sendt på Investigation Discovery, og hvis vært er  Michael Stone (født 27. oktober 1933), som er retsmedicinsk psykiater og professor på Columbia Universitet.
I serien bedømmer Stone mordere efter en ”målestok for ondskab”, han har udviklet. 
Han ser på forskellige karakteristiske træk hos forskellige morder, seriemordere og sociopater.
Stone har foretaget videnskabelige undersøgelser af hundredvis af mordere, deres metoder og motiver for at udvikle sin ”målestok for ondskab”. Målestokken går fra kategori 1, som er dem, der slår ihjel i selvforsvar, over kategori 9, psykopatiske jalousiramte elskere, til de mest onde, kategori 22, serie-torturister og -mordere. 
Neurologer, psykologer og andre retsmedicinske psykiatere bliver interviewet i programmet i forsøg på at gennemgå og lave profiler af berygtede morderes psyke. 
Rekonstruktioner bliver vist sammen med klip af nyheder, beviser og reportager fra det lokale politi. Neurologiske, miljømæssige og genetiske faktorer bliver undersøgt for at hjælpe med at fastslå, hvad der driver en person til mord. Baggrundshistorier og tidligere gerninger bliver taget i betragtning, når individet bliver placeret på ”målestokken af ondskab”.
Programmet handler indirekte om begreberne moral og etik.
Dr. Stones "målestok for ondskab" minder om Michael Welners "depraveringsskala" (The Depravity Scale).
Programmet blev tidligere sendt på Discovery Channel.

## Målestok for ondskab
| Kategori | Kriterium | Mennesker |
| -------- | --- | --- |
| 01       | De som dræber i selvforsvar og ikke viser psykopatiske tendenser | |
| 02       | Jaloux elskere som er umodne eller egocentriske, men ikke psykopatiske | Samuel Collins |
| 03       | Morderes følgesvende: afvigende personlighed – impulsive, med antisociale træk | Leslie Van Houten |
| 04       | Dræber i selvforsvar, men er ekstremt provokerende over for ofret | |
| 05       | Traumatiserede, desperate personer, som dræber plageånder, fx familiemedlemmer og andre (i forbindelse med stofmisbrug) – mangler sigende personlighed træk og ofte angrende                   | Martha Ann Johnson |
| 06       | Impulsive, temperamentsfulde mordere, dog uden markante psykopatiske tendenser | Robert John Bardo, Coy Wayne Wesbrook, Billy Wayne Sinclair, Daniel Nieto |
| 07       | Tydeligt narcissistiske personer, ikke udpræget psykopatiske personer med en psykose, så de dræber personer tæt på, ofte med skinsyge som motiv.                                               | Marybeth Tinning, Clara L. Harris, Mark David Chapman, Diana Dial, Michael Owen Perry, Armin Meiwes |
| 08       | Ikke-psykopatiske personer med et voldsomt temperament, som dræber når temperamentet bliver tændt.                                                                                             | Charles Whitman, Keith Jesperson |
| 09       | Jaloux elskere med psykopatiske tendenser | Ron Luff, Betty Broderick |
| 10       | Mordere, der dræber personer som ”står i vejen”, fx vidner – egocentriske og med psykopatiske tendenser                                                                                        | Susan Smith, Rod Ferrell |
| 11       | Psykopatiske mordere, der dræber personer som ”står i vejen” | Ismael Cisneros, Richard Kuklinski |
| 12       | Magtsyge psykopater som dræber, når de føler sig trængt op i et hjørne | Joseph Salcedo, Ervil LeBaron |
| 13       | Mordere med svage og temperamentsfulde personligheder, som ”eksploderer” | Ed Gein, Herbert Mullin, Martin Bryant, Yusef Rahman, Natasha Pulliam, Karla Faye Tucker, Peter Lundin |
| 14       | Hensynsløse, egoistiske og beregnende psykopatiske mordere | Richard Farley, Diane Downs, John List |
| 15       | Psykopatiske og ”koldblodige” masse- eller seriemordere. | Andal Ampatuan, Jr., Andrew Cunanan, Charles Manson, Charles Starkweather, Susan Atkins, Charles "Tex" Watson, Patricia Krenwinkel, Colin Ferguson, Michael McDermott, Dorothea Puente, Aileen Wuornos, Archie McCafferty |
| 16       | Psykopater som begår flere voldshandlinger, deriblandt mord. | Gwendolyn Graham, Cathy Wood, Karla Homolka, Myra Hindley, Terry Driver, Theodore Kaczynski, Shoko Asahara, Michael Swango, Gerald Atkins, Eric Beishline, James McVey |
| 17       | Seksuelt perverse seriemordere, mordere, der torturerer. Hos mændene er voldtægt hovedmotivet, mord anvendes for at dække over forbrydelsen. Systematisk tortur er ikke det dominerende motiv. | Ted Bundy, Arthur Shawcross, David Berkowitz, Richard Chase, Aileen Wuornos |
| 18       | Torturmordere med mord som hovedmotivet. | Nathan Bar-Jonah, Gary Ridgway, Jerry Brudos, William Heirens, Keith Jesperson |
| 19       | Psykopater som har terrorisering, voldtægt, underkastelse, tortur og trusler som motiv | |
| 20       | Torturmordere med tortur som hovedmotiv, men med psykopatisk personlighed. | Joseph Kallinger |
| 21       | Psykopater som begår ekstrem tortur, men som ikke er kendt for at begå mord. | |
| 22       | Psykopatiske mordere, der torturerer med tortur som deres hovedmotiv, seksualdrab. | Tommy Lynn Sells, John Wayne Gacy, Dennis Rader, Theresa Knorr, Charles Ng, Leonard Lake, Paul Bernardo, Ian Brady, David Parker Ray, Westley Allan Dodd, George Hodel, Jeffrey Lundgren, Jim Jones, Edmund Kemper, Adolfo Constanzo, John Edward Robinson, Gary Heidnik, Jeffrey Dahmer, H. H. Holmes, Andrei Chikatilo, Judy Neelley |

## Sæson 1 (2006)
| # | Sendt første gang | Original episodetitel | Morderprofiler |
| - | ----------------- | --------------------- | --- |
| 1 | 13. juli 2006     | Killer Lies           | Susan Smith 10, John List 14, Nathaniel Bar-Jonah 18, Dennis Rader 22                                                                       |
| 2 | 20. juli 2006     | Cold-Blooded Killers  | Ted Bundy 17, John Wayne Gacy 22, Gary Ridgway 18, Tommy Lynn Sells 22                                                                      |
| 3 | 27. juli 2006     | Murderous Women       | Marybeth Tinning 7, Susan Smith 10, Gwendolyn Graham and Cathy Wood 16, Aileen Wuornos 17, Theresa Knorr 22                                 |
| 4 | 10. august 2006   | Partners in Crime     | Charles Ng 22 og Leonard Lake 22, Paul Bernardo 22 og Karla Homolka 16, Ian Brady 22 og Myra Hindley 16, David Parker Ray 22 og Cyndy Hendy |
| 5 | 17. august 2006   | Psychotic Killers     | Ed Gein 13, Gary Heidnik 22, Arthur Shawcross 17                                                                                            |
| 6 | 24. august 2006   | Deadly Desires        | Jerry Brudos 18, Jeffrey Dahmer 22, David Parker Ray 22, Westley Allan Dodd 22                                                              |
| 7 | 31. august 2006   | Science of Murder     | Charles Whitman 8, Arthur Shawcross 17, Ed Gein 13, Gary Heidnik 22, Ted Bundy 17                                                           |
| 8 | 7. september 2006 | Up Close              | Nathaniel Bar-Jonah 18, Cathy Wood 16, Cindy Hendy, Westley Allan Dodd 22, Tommy Lynn Sells 22, Leonard Lake 22                             |

## Sæson 2 (2007-2008)
| #  | Sendt første gang  | Original episodetitel | Morderprofiler |
| -- | ------------------ | --------------------- | --- |
| 1  | 12. august 2007    | Jealousy              | Samuel Collins 2, Clara L. Harris 7, Andrew Cunanan 15, Agustin Garcia, Ira Einhorn, Jean Harris, Brynn Hartman |
| 2  | 19. august 2007    | Stalker               | Richard Farley 14, Robert John Bardo 6, Mark David Chapman 7, Gerald Atkins16 |
| 3  | 26. august 2007    | Delusional            | Herbert Mullin 13, Diana Dial 7, Eric Beishline 16 |
| 4  | 2. september 2007  | Unsolved Cases        | The Lipstick Killer (William Heirens) 18, Black Dahlia (George Hodel) 22, James McVey killers 16 |
| 5  | 9. september 2007  | Cult Followers        | Ron Luff 9, Jeff Lundgren 22, Charles Manson 15, Charles "Tex" Watson 15, Jim Jones 22 |
| 6  | 16. september 2007 | Spree Killers         | Martin Bryant 13, Charles Whitman 8, Charles Starkweather 15, Andrew Cunanan 15, Yusef Rahman 13, Seung-Hui Cho |
| 7  | 16. september 2007 | Attention Seekers     | David Berkowitz 17, Terry Driver 16, Keith Jesperson 18 |
| 8  | 30. september 2007 | Masterminds           | Edmund Kemper 22, Ted Bundy 17, H. H. Holmes 22, Theodore Kaczynski 16 |
| 9  | 7. oktober 2007    | Revenge               | Coy Wayne Wesbrook 6, Archie McCafferty 15, Patty Bieber |
| 10 | 14. oktober 2007   | Cult Leaders          | Shoko Asahara 16, Adolfo Constanzo 22, Charles Manson 15, Jim Jones 22 |
| 11 | 31. januar 2008    | Manson                | Charles Manson 15, Susan Atkins 15, Tex Watson 15, Leslie Van Houten 3, Patricia Krenwinkel 15 |
| 12 | 7. februar 2008    | Super Delusional      | Michael Owen Perry 7, Joseph Kallinger 20, Leonard Lake 22, Diana Dial 7, Colin Ferguson 15, Michael McDermott 15 |
| 13 | 14. februar 2008   | Schemers              | Diane Downs 14, Michael Swango 16, John Edward Robinson 22, Martha Ann Johnson 5 |
| 14 | 21. februar 2008   | Vampires/Cannibals    | Armin Meiwes 7, Andrei Chikatilo 22, Richard Chase 17, Rod Ferrell 10, Jeffrey Dahmer 22 |
| 15 | 28. februar 2008   | Murderous Women       | Dorothea Puente 15, Judy Neelley 22, Betty Broderick 9, Natasha Pulliam 13 |
| 16 | 6. marts 2008      | Redemption            | Billy Wayne Sinclair 6, Karla Faye Tucker 13, Archie McCafferty 15, Daniel Nieto 6 |
| 17 | 13. marts 2008     | Gangsters             | Richard Kuklinski 22, Philadelphia Poison Ring 14, Ismael Cisneros 11, Joseph Salcedo, Ervil LeBaron 12 |
| 18 | 20. marts 2008     | The Killer's Brain    | sindet på kriminelle, der er impulsive løgnere og seriel rovdyr. Samuel Collins 2, Clara L. Harris 7, Diane Downs 14, David Berkowitz 17, Richard Chase 17, Edmund Kemper 22, Susan Atkins 15, Tex Watson 15, Leslie Van Houten 3, Patricia Krenwinkel 15 |
| 19 | 27. marts 2008     | Face to Face          | motiver, metoder og sindet af mordere. Coy Wayne Wesbrook 6, Ron Luff 9, Diana Dial 7, Daniel Nieto 6 |
| 20 | 7. april 2008      | In Pursuit of Evil    | Andrew Cunanan 15, Keith Jesperson 18, Black Dahlia 22 |